# Week-end en enfer
Pour plus de détails, voir Fiche technique et Distribution.
Week-end en enfer ou Un week-end en enfer au Québec (S.I.C.K. Serial Insane Clown Killer) est un film d'horreur américain réalisé par Bob Willems, sorti en 2003.
Le film commence alors que le week-end en forêt commence mal pour Brandon Walker et ses amis. Et il prend une tournure plus dramatique encore lorsqu'un tueur déguisé en clown et armé d'une hache sort de la nuit. À des dizaines de kilomètres de la première habitation, les citadins apprennent ce qui signifie vraiment le mot "peur".

## Synopsis
Le film s'ouvre sur un inconnu appelé Billy en vue subjective, où l'on aperçoit une jeune femme téléphonant, assise sur son canapé. Celle-ci raccroche et commence à sermonner l'inconnu. Celui-ci la poignarde et lui taille ensuite une bouche de clown, fait des croix sur ses yeux et inscrit « FOOD » en lettres de sang sur son front, tout en commençant à l'éventrer dans les gémissements de la femme, qui est toujours en vie.
Quelque temps plus tard, un jeune homme nommé Brandon Walker travaillant dans un bureau reçoit un coup de fil de son ami Mark l'appelant pour confirmer le week-end prévu dans le chalet de campagne de la famille de Brandon avec leur amie Susan. Alors qu'il s'apprête à quitter son travail, il est interpellé par son patron, David, lui annonçant qu'il a beaucoup de boulot et qu'il doit rester ce week-end afin d'aider un de ses collègues. Ce dernier refuse et part alors que David lui crie qu'il le regrettera.
À la sortie, il aperçoit son amie Tracy et essaie de la convaincre de les accompagner pendant leur séjour. Après maintes tentatives, celle-ci accepte finalement et les deux collègues se donnent rendez-vous chez Brandon aux alentours de 6h00. Réuni, le groupe composé de Brandon, Tracy ainsi que le couple marié, Mark et Susan font leurs valises et partent.
Sur le chemin, le groupe s'arrête à un bar pour y boire un coup. Là-bas, ils font la rencontre de Denise, une séduisante jeune femme qui est en dispute avec son petit copain George et lui proposent de l'amener avec eux. Cette dernière accepte et le groupe repart, impressionné par cette jeune femme aux histoires étonnantes.
Arrivés à destination, les citadins rentrent leurs affaires et se familiarisent avec les lieux, tout en faisant de plus amples connaissances avec Denise. Le soir venu, ils allument un feu de camp et se racontent des histoires d'horreur pendant qu'un inconnu les observe. Soudainement, Brandon apparaît avec un masque de clown pour faire peur à Tracy. Celle-ci devient furieuse et court s'enfermer à l'intérieur pendant que Brandon la suit pour s'excuser. À l'intérieur, Brandon et Tracy se réconcilient et alors que Tracy est sur le point d'avouer ses sentiments pour Brandon, ils commencent à s'embrasser et à faire l'amour. Pendant ce temps, Mark, Susan et Denise décident de rentrer et vont se coucher, rapidement suivis de Brandon et Tracy.
Pendant la nuit, Tracy se lève pour boire de l'eau et est surprise par Denise qui lui fait faire le saut. Elle la remercie cependant de l'avoir emmenée, sachant que c'était contre l'avis de Brandon. Tracy va se recoucher, mais Denise reste debout déclarant qu'elle n'a pas sommeil. Au même moment, Susan est appelée par une mystérieuse voix caverneuse et inquiétante. Elle se lève et inspecte la chambre pour découvrir de quoi il s'agit. Une main ombragée s'approche d'elle et on entend ses cris étouffés hors-champ. Brandon se lève à son tour pour boire et rencontre Denise qui lui offre une cigarette. Soudainement, ils entendent des cris au loin, probablement ceux de Susan. Brandon va voir de quoi il s'agit mais Denise le retient, commençant à lui faire l'amour.
Le lendemain, le groupe se réveille et, voulant se faire à déjeuner, Tracy ouvre le frigo et y découvre plusieurs poupées mutilées ainsi  qu'une note disant : « You will regret this ! » (traduit litt. : « Vous allez le regretter ! »). Le groupe commence à s’inquiéter et Mark se rend compte de l'absence de Susan. De son côté, Tracy est paniquée et veut absolument rentrer mais Mark refuse de partir tant que le groupe n'a pas retrouvé Susan. À ce moment, un atroce cri d'agonie, mi-animal mi-humain se fait entendre. Mark et Brandon veulent aller chercher Susan tandis que Tracy préfère rester au campement. À la suite d'un deuxième cri, Tracy change d'avis et appelle Susan, pour se rendre compte qu'elle a disparu aussi. Le groupe, à la suite de la découverte d'une autre poupée sanglante sur le lit, se décide à aller à la recherche des deux jeunes femmes, non sans s'être équipé d'un revolver, laissant une note à Susan et suspectant fortement Denise d'être l'auteure de tout ce macchabée.
Après quelques mètres, le trio découvre Denise, fumant au pied d'un arbre et se joint à eux. Ils trouvent ensuite un bout de vêtement de Susan ainsi que plusieurs poupées et corps mutilés et beaucoup de sang sur un arbre. Ils décident de rentrer et d'alerter la police. Pendant ce temps, Susan est torturée autant psychologiquement que physiquement par un clown.
Alors que le groupe s'apprête à partir, ils se rendent compte que la voiture a été endommagée. Désespéré, Mark décide de retourner chercher sa femme accompagnée de Denise. Brandon et Tracy restent au campement. Dans les bois, Mark avoue à Denise qu'il envisageait de quitter Susan et commence à avoir des relations sexuelles avec Denise. Au même moment, Susan est tuée par le clown non sans avoir été maltraitée également. De leur côté, Brandon et Tracy tentent d’utiliser une vieille radio C-B pour communiquer avec la police. Ils y parviennent, mais ce n'est pas un membre des forces de l'ordre qui est au bout du fil. Mark, qui est toujours dans la forêt, découvre une cabane remplie d'organes humains ainsi que le corps décapité de Susan et se fait courir après par le clown tueur.
Il finit par arriver au campement et à avertir les autres, mais meurt quelques minutes après, le clown l'ayant blessé à plusieurs reprises avec une hache. Soudainement, le clown apparaît à la fenêtre et menace le trio. Ceux-ci barricadent portes et fenêtres, et en attendant que le jour se lève, Brandon part seul chercher de l'aide à la ville la plus proche, laissant seules Tracy et Denise.
Au petit matin, Brandon finit par revenir, mais c'est à ce moment que l'histoire prend tout son sens : Brandon est en fait le neveu du clown (que celui-ci appelle « oncle Billy », ce qui laisse insinuer que c'était le clown du début) et sort en réalité avec Denise. Ils avaient simulés cette histoire de dispute au bar. Sa famille tuait des gens depuis longtemps de cette façon, mais Brandon a décidé de prendre la relève. Tracy le réalise et tire sur Brandon avec le revolver, qui était chargé avec des cartouches à blanc. Billy enlève alors Tracy, en pleurs, sous les applaudissements de Brandon et Denise.
Quelques jours plus tard, Brandon est de nouveau au travail, à son bureau, et s'est réconcilié avec son patron. Sous un air amical, il lui demande à lui ainsi qu'a quelques autres collègues s'ils ont quelque chose de prévu le week-end prochain.

## Fiche technique
- Titre original : S.I.C.K. Serial Insane Clown Killer
- Titre alternatif : Grim Week-End
- Titre français : Week-end en enfer
- Titre québécois : Un week-end en enfer
- Réalisation : Bob Willems
- Scénario : Bob Willems & Carl Bonin
- Musique : Mike McCulloch & Marcus Stroud
  - Chansons : Charlie Fenwick
- Pays d'origine :  États-Unis
- Format : Couleurs - 4/3 - 1.33:1 - Dolby Digital
- Genre : Horreur
- Durée : 97 minutes
- Sortie : 2003
- Interdit aux moins de 12 ans

## Distribution
- Ken Hebert : Brandon Walker
- Amanda Watson : Tracy Smith
- Hank Field : Mark Bell
- Melissa Bale : Denise Walker
- Chris Bruck Kelleher : Susan Bell
- Charlie Fenwick (VF : Alain Dorval) : Billy
- Christpher Allison : David McElroy
- John Paul Faour : George
- Jamie Hartzog : Sophia